# 104 (segélyhívó)
A 104-es telefonszám a világ több országában is segélyhívószámként működik.

## A világban
A Nemzetközi Távközlési Egyesület (ITU) nyilvántartása szerint a 104-es számon Magyarországon és Kubában a mentőszolgálat, Irakban a rendőrség érhető el, Azerbajdzsánban, Örményországban, Fehéroroszországban, Kazahsztánban és Ukrajnában gázömlés bejelentésére szolgál, míg Kirgizisztánban és a Maldív-szigeteken általános vészhelyzeti bejelentőként működik.

## Magyarországon

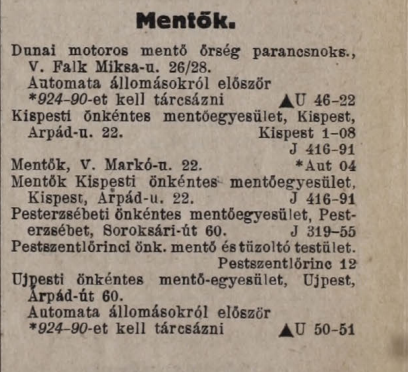
A mentők 04-es hívószámának első megjelenése az 1929-es budapesti telefonkönyvben

Magyarországon 1996. november 1-jén vezették be a 104-es hívószámot. 1928 és 1996 között 04 volt a mentők központi hívószáma, és egészen 1997. február elejéig fenntartották ezt a számot, párhuzamosan a 104-essel. A 04-ről 104-re való váltás összefüggött azzal, hogy Budapesten 1989. szeptember 1-jén bevezették a hétjegyű hívószámokat, vidéken pedig 1993-ig tartott az átállás az ötről hatjegyű telefonszámokra. A hívószámok struktúrájának átalakítása miatt az országban akkor még egyetlen vezetékes telefonszolgáltatóként működő Matáv az 1-essel kezdődő számokat egy speciális szolgáltatási kör eléréséhez akarta fenntartani, míg a 0-val kezdődőeket csak előhívószámként kívánta működtetni, ezért lett a korábbi kétjegyű 04-ből háromjegyű (104) a hívószám (ugyanekkor változott a rendőrség száma 07-ről 107-re és a tűzoltóságé 05-ről 105-re).
A 04-es mentőszolgálati hívószám a budapesti automata telefonközpontok 1928-tól három éven keresztül zajló bevezetéséhez köthető: azokon a területeken, ahol már automata szolgálta ki az előfizetőket, már a 04-et tárcsázva bonyolíthattak segélyhívást. Ugyanakkor ennek a számnak az országos elterjedéséig az utolsó magyarországi kézikapcsolású telefonközpont felszámolásáig várni kellett, amire 1996-ban került sor.

### Működése
A 04-es vagy 104-es számot tárcsázók hívása 2017-ig az Országos Mentőszolgálat megyei irányítóközpontjába futott be. A telefonközpontok észlelték, hogy a hívást honnan indították, és automatikusan a legközelebbi mentésirányítóhoz kapcsolták a hívást. 2017. november 1. óta azonban a 104-et tárcsázók hívásai a 112-es egységes segélyhívó szombathelyi vagy miskolci központjába futnak be, így a hívószám ugyan megmaradt, de valójában ugyanoda kapcsol, mint a 112. A 112-es számot Magyarországon 1999. április 1-jén vezették be, ám ekkor még csak a rendőrséggel lehetett felvenni a kapcsolatot. Az egységes segélyhívó megteremtése Magyarország Európai Uniós csatlakozásának egyik feltétele volt, ugyanis az uniós tagállamok mindegyikében ezen a számon lehet segítséget kérni baleset vagy rosszullét esetén.
2023 évtől kezdve 1830 az általános egészségügyi ügyeleti rendszer hívószáma, megyénkénti eléréssel.
2024 évtől kezdve 116000 különleges segélyhívások száma (például 116006 bűncselekmények sértettjeinek segélyhívószáma)